# سن-ژانویه-دو-ژولی، کبک
سن-ژانویه-دو-ژولی (به فرانسوی: Saint-Janvier-de-Joly) شهری در منطقه شهری لوتبینییر ناحیه شودییر-آپالاش در استان کبک کانادا است. در سرشماری سال ۲۰۱۱ این شهر ۸۸۶ نفر جمعیت داشته‌است و مساحت آن ۱۰۹٫۸۶ کیلومتر مربع است.